# Корветы типа ASW-SWC
Корветы типа ASW-SWC (Anti-Submarine Warfare Shallow Water Craft, противолодочный корвет прибрежной зоны) — серия противолодочных кораблей, которые в настоящее время строятся для ВМС Индии на верфях Cochin Shipyard (CSL) и Garden Reach Shipbuilders & Engineers (GRSE) на замену устаревшим корветам типа «Абхай» и предназначены для выполнения задач противолодочной обороны во взаимодействии с морской авиацией, а также второстепенных задач, включая ограниченные задачи ПВО, постановку мин и поисково-спасательные работы.
Оснащенные современными средствами обнаружения и артиллерийским вооружением, корабли могут выполнять задачи поиска и уничтожения подводных целей, в первую очередь вражеских подводных лодок, в непосредственной близости от побережья. В общей сложности компаниями CSL и GRSE в рамках инициативы «Сделай в Индии» строятся 16 кораблей. Передача ВМС Индии последнего корабля планируется к 2026 году.

## История
В декабре 2013 года Совет по оборонным закупкам (Defence Acquisition Council, DAC) — агентство в составе Министерства обороны, отвечающее за оборонные закупки Индии — одобрил закупку 16 противолодочных кораблей, способных действовать на мелководье, общей стоимостью 134,4 млрд индийских рупий для замены устаревших корветов типа Abhay ВМС Индии, которые были введены в эксплуатацию в период с 1989 по 1991 год.
В июне 2014 года Министерство обороны объявило тендер на сумму 2,25 миллиарда долларов США в категории «Купи и сделай в Индии» для частных верфей, включая Larsen & Toubro (L&T), ABG Shipyard, Pipavav Defense и Offshore Engineering (R-Naval). Goa Shipyard (GSL) и Garden Reach Shipbuilders & Engineers (GRSE) на закупку 16 противолодочных кораблей.
В октябре 2017 года Cochin Shipyard (CSL) и Garden Reach Shipbuilders & Engineers (GRSE) стали первым и вторым претендентами на тендер соответственно.
29 апреля 2019 года Министерство обороны и GRSE подписали контракт на 63,1 млрд индийских рупий на восемь противолодочных кораблей, которые должны быть доставлены в период с 2022 по 2026 год. Контракт предусматривал, что первый корабль должен быть поставлен в течение 42 месяцев с даты подписания, а остальные семь —  через равные промежутки времени до конца контракта.
30 апреля 2019 года министерство обороны и CSL подписали аналогичный контракт на 63,1 млрд индийских рупий на строительство остальных восьми кораблей – в срок 84 месяца. По этому контракту также предполагалось, что первый корабль будет доставлен в течение 42 месяцев с последующими поставками двух кораблей в год.
1 декабря 2020 года в Кочи компания CSL провела церемонию первой резки стали для головного корабля типа ASW-SWC, Mahe (BY 523).
31 декабря 2020 года на верфи L&T в Каттупалли, недалеко от Ченнаи компания GRSE провела церемонию первой резки стали для первого из своих восьми кораблей.
В июле 2021 г. компания GRSE приступила к строительству ещё двух кораблей по своему контракту. Закладка кораблей, строительство которых началось в декабре 2020 г., состоялась 6 августа 2021 г.
1 декабря 2021 года компания CSL провела первую резку стали четвёртого и пятого кораблей по своему контракту.

## Дизайн
В соответствии с контрактом на строительство 16 кораблей две верфи — Cochin Shipyard (CSL) и Garden Reach Shipbuilders and Engineers (GRSE) — построят по восемь кораблей этого типа.
Восемь кораблей по контракту с компанией GRSE, полностью спроектированы собственной проектной группой GRSE, а остальные восемь кораблей по контракту с CSL, разработаны совместным предприятием CSL, Smart Engineering & Design Solutions (India) Ltd. (SEDS) и дочерней компанией DA-Group Surma Ltd.
Корабли типа ASW-SWC являются крупнейшими судами ВМС Индии, оснащенными водометными движителями. Водометная двигательная установка позволяет судну быстро разгоняться за короткие промежутки времени.  Сообщается также, что суда обладают рядом характеристик малозаметности, включая уменьшенную радиолокационную, акустическую и инфракрасную заметность.

### Системы вооружения
Корабли ASW-SWC оснащены одной противолодочной ракетной установкой РБУ-6000 и двумя комплектами облегченных торпедных аппаратов для пуска противолодочных торпед (предположительно Advanced Light Weight Torpedo (ALWT)), для уничтожения подводных лодок противника.  Корабли также оборудованы минными рельсами, что позволяет судну устанавливать противолодочные мины.
Помимо основного противолодочного вооружения, корабли также оснащены одной малокалиберной пушкой (предположительно 30-мм CRN-91) и два 12,7-мм стабилизированных дистанционно управляемых боевых модуля M2, оснащенные оптико-электронными системами управления.

### Средства обнаружения и система управления
Для обнаружения и перехвата подводных лодок противника корабли типа ASW-SWC оснащены сложной гидроакустической аппаратурой, в том числе внутрикорпусной ГАС и буксируемой низкочастотной ГАС переменной глубины (LFVDS).

### Возможности
Будучи противолодочными кораблями, ASW-SWC были спроектированы для выполнения нескольких задач, включая роль поиск уничтожение подводных лодок, морских операций низкой интенсивности, наблюдение за подводной обстановкой в прибрежных водах и скоординированные противолодочные операции с морскими патрульными самолётами. Корабли также могут использоваться для поисково-спасательных операций в прибрежных водах.

## Состав серии
| Имя  | Номер | № корпуса | Верфь                                        | Заложен    | Спущен | В строю | Порт приписки | Статус      |
| ---- | ----- | --------- | -------------------------------------------- | ---------- | ------ | ------- | ------------- | ----------- |
| Mahe |       | 523       | Cochin Shipyard (CSL)                        |            |        |         |               | В постройке |
|      |       | 524       | Cochin Shipyard (CSL)                        |            |        |         |               | В постройке |
|      |       | 525       | Cochin Shipyard (CSL)                        |            |        |         |               | В постройке |
|      |       | 526       | Cochin Shipyard (CSL)                        |            |        |         |               | В постройке |
|      |       | 527       | Cochin Shipyard (CSL)                        |            |        |         |               | В постройке |
|      |       |           | Cochin Shipyard (CSL)                        |            |        |         |               |             |
|      |       |           | Cochin Shipyard (CSL)                        |            |        |         |               |             |
|      |       |           | Cochin Shipyard (CSL)                        |            |        |         |               |             |
|      |       | 3029      | Garden Reach Shipbuilders & Engineers (GRSE) | 06.08.2021 |        | 10.2022 |               | В постройке |
|      |       | 3030      | Garden Reach Shipbuilders & Engineers (GRSE) |            |        |         |               | В постройке |
|      |       | 3031      | Garden Reach Shipbuilders & Engineers (GRSE) |            |        |         |               | В постройке |
|      |       |           | Garden Reach Shipbuilders & Engineers (GRSE) |            |        |         |               |             |
|      |       | 3035      | Garden Reach Shipbuilders & Engineers (GRSE) | 21.12.2021 |        |         |               | В постройке |
|      |       |           | Garden Reach Shipbuilders & Engineers (GRSE) |            |        |         |               |             |
|      |       |           | Garden Reach Shipbuilders & Engineers (GRSE) |            |        |         |               |             |
|      |       |           | Garden Reach Shipbuilders & Engineers (GRSE) |            |        |         |               |             |

## Примечание
1. 1 2  GRSE, CSL starts production of ASW-SWC Corvettes. Дата обращения: 10 февраля 2022. Архивировано 30 декабря 2021 года.
2. 1 2 3 4 5  Anti-Submarine Warfare Shallow Water Craft (ASW-SWC). Дата обращения: 10 февраля 2022. Архивировано 22 декабря 2021 года.
3. ↑  Government gives GRSE contract to build 8 Anti-Submarine Warfare Shallow Water Crafts - GKToday. www.gktoday.in. Дата обращения: 10 февраля 2022. Архивировано 29 декабря 2021 года.
4. ↑  Ganta, Himaja. GRSE lays keel for Indian Navy’s first ASW shallow watercraft. Naval Technology (6 августа 2021). Дата обращения: 30 декабря 2021. Архивировано 30 декабря 2021 года.
5. 1 2 3 4  GRSE starts ASW-SWC corvette production in partnership with Larsen & Toubro. Janes.com. Дата обращения: 10 февраля 2022. Архивировано 10 февраля 2022 года.
6. 1 2  Details of Indian Anti-submarine Corvette For Coastal Waters | Indian Politics. Дата обращения: 10 февраля 2022. Архивировано 29 декабря 2021 года.
7. 1 2  Touted As 'Game-Changer', What Are Indian Navy's 'Anti-Submarine Warfare Shallow Water Crafts'? Latest Asian, Middle-East, EurAsian, Indian News (27 декабря 2021). Дата обращения: 10 февраля 2022. Архивировано 29 декабря 2021 года.
8. 1 2  Details of GRSE’s small anti-submarine corvette emerge - Shephard Media. www.shephardmedia.com. Дата обращения: 10 февраля 2022. Архивировано 29 декабря 2021 года.
9. 1 2 3 4 5 6  Архивированная копия. Дата обращения: 10 февраля 2022. Архивировано 1 февраля 2022 года.
10. ↑  Garden Reach Shipbuilders & Engineers Ltd.- Government of India Undertaking - Tender Archive. grse.in. Дата обращения: 10 февраля 2022. Архивировано 29 декабря 2021 года.
11. 1 2  Cochin Shipyard from India holds steel cutting ceremony of Anti-Submarine Warfare Shallow Water Crafts. Navy Recognition. Дата обращения: 10 февраля 2022. Архивировано 27 декабря 2021 года.
12. ↑  Anti-Submarine Warfare Shallow Water Crafts (ASWSWC) (9 мая 2019). Дата обращения: 10 февраля 2022. Архивировано 27 декабря 2021 года.
13. ↑  Bhatnagar, Gaurav Vivek (24 декабря 2013). Four major acquisitions for the Navy and the Army approved. The Hindu (англ.). ISSN 0971-751X. Архивировано 22 января 2018. Дата обращения: 17 октября 2017.
14. ↑  India issues $2.25bn tender to procure ASW shallow-water craft (18 июня 2014). Дата обращения: 10 февраля 2022. Архивировано 29 декабря 2021 года.
15. ↑  Bureau, Our. Garden Reach Shipbuilders set to win ₹5,400-crore Navy order. @businessline. Дата обращения: 10 февраля 2022. Архивировано 29 декабря 2021 года.
16. ↑  Himatsingka, Anuradha (29 апреля 2019). GRSE signs contract for 8 anti-submarine warfare shallow water crafts for Indian Navy. The Economic Times. Архивировано 10 февраля 2022. Дата обращения: 10 февраля 2022.
17. ↑  Himatsingka, Anuradha. GRSE signs contract for 8 anti-submarine warfare shallow water crafts for Indian Navy. Дата обращения: 10 февраля 2022. Архивировано 10 февраля 2022 года.
18. ↑  Contract Signing with M/s CSL and M/s GRSE for Acquisition of Sixteen Anti Submarine Warfare Shallow Water Craft (ASW SWC) for Indian Navy | Indian Navy. www.indiannavy.nic.in. Дата обращения: 10 февраля 2022. Архивировано 29 декабря 2021 года.
19. ↑  GRSE Signs Contract for 08 Anti-Submarine Warfare Shallow Watercraft. psuwatch.com. Дата обращения: 10 февраля 2022. Архивировано 29 декабря 2021 года.
20. ↑  Cochin Shipyard gets Rs 6,311 crore contract for anti-submarine warfare ships. Business Today. Дата обращения: 10 февраля 2022. Архивировано 29 декабря 2021 года.
21. ↑  Cochin Shipyard gets ₹6,311 crore contract for anti-submarine warfare ships. mint (30 апреля 2019). Дата обращения: 10 февраля 2022. Архивировано 29 декабря 2021 года.
22. ↑  Indian ASW corvette programme cuts first steel - Shephard Media. www.shephardmedia.com. Дата обращения: 10 февраля 2022. Архивировано 10 февраля 2022 года.
23. ↑  Garden Reach Shipbuilders and Engineers Ltd., (GRSE), a leading warship building under the administrative control o… [твит]. Твиттер. Missing or empty |user= (help); Missing or empty |number= (help); Missing or empty |date= (help)
24. ↑  GRSE Starts ASW-SWC Corvette Production In Partnership With Larsen & Toubro. Дата обращения: 10 февраля 2022. Архивировано 29 декабря 2021 года.
25. ↑  KEEL LAYING CEREMONY FOR 1st WARSHIP OF ASW SHALLOW WATER CRAFT PROJECT AND 3rd WARSHIP OF SURVEY VESSEL LARGE PROJECT. pib.gov.in.
26. ↑  Steel-Cutting ceremony of two Anti-Submarine Warfare Shallow Water Crafts (ASWSWC), being built for Indian Navy, was carried out by Commodore V Ganapthy, Warship Production Superintendent, Indian Navy.This is the 4th and 5th in the series of 8 vessels. [твит]. Твиттер. Missing or empty |user= (help); Missing or empty |number= (help); Missing or empty |date= (help)
27. ↑  Finnish DA-Group Participates in Indian Navy Project. Дата обращения: 10 февраля 2022. Архивировано 30 декабря 2021 года.
28. ↑  ASW Shallow Water Craft - ASW-SWC. www.globalsecurity.org. Дата обращения: 10 февраля 2022. Архивировано 30 декабря 2021 года.
29. ↑  ASW Shallow Water Craft - ASW-SWC. www.globalsecurity.org. Дата обращения: 10 февраля 2022. Архивировано 29 декабря 2021 года.
30. ↑  Keels laid for Indian Navy's first ASWSWC and third large survey vessel. Janes.com. Дата обращения: 10 февраля 2022. Архивировано 29 декабря 2021 года.
31. ↑  Steel Cutting Ceremony of Anti-Submarine Warfare Shallow Water Crafts (ASWSWCS) For Indian Navy. CSL (1 декабря 2020). Дата обращения: 2 декабря 2020. Архивировано 21 января 2021 года.
32. ↑  KEEL LAYING CEREMONY FOR 1st WARSHIP OF ASW SHALLOW WATER CRAFT PROJECT AND 3rd WARSHIP OF SURVEY VESSEL LARGE PROJECT. PIB (6 августа 2021). Дата обращения: 10 февраля 2022. Архивировано 29 декабря 2021 года.
33. ↑  Herschelman, Kerry. GRSE starts ASW-SWC corvette production in partnership with Larsen & Toubro. Janes.com (4 января 2021). Дата обращения: 10 февраля 2022. Архивировано 10 февраля 2022 года.

## Внешние ссылки
- Expression of Interest issued by GRSE for ASW-SWC